# آن كارليسلي
آن كارليسلي (بالإنجليزية: Anne Carlisle)‏ هي ممثلة أمريكية، ولدت في 1955 في الولايات المتحدة.

## وصلات خارجية
- آن كارليسلي على موقع IMDb (الإنجليزية)
- آن كارليسلي على موقع قاعدة بيانات الفيلم (الإنجليزية)